# Зуб Юрій Леонідович
Ю́рій Леоні́дович Зу́б (нар. 21 березня 1947 — 30 травня 2016) — український вчений у галузі фізичної хімії та хімії поверхні, завідувач відділу хімії поверхні гібридних матеріалів Інституту хімії поверхні ім. О. О. Чуйка НАНУ, д.х.н. (2010), професор (2012).

## Життєпис
Ю. Л. Зуб народився 21 березня 1947 року в с. Маньківка Бершадського району Вінницької області в сім'ї педагогів.
Освіта і кар'єра:
- 1966 р. — закінчив Смілянський технікум харчової промисловості.
- 1973 р. — закінчив хімічний факультет Київського державного університету імені Тараса Шевченка
- 1975—1978 р.р. — навчання в аспірантурі при кафедрі неорганічної хімії Київського державного університету імені Тараса Шевченка
- 1981 — закінчив факультет підвищення кваліфікації при МДУ.
- 1982 р. — кандидат хімічних наук зі спеціальності «неорганічна хімія» (кандидатська дисертація на тему: «Синтез, будова та властивості координаційних сполук лантаноїдів, що включають трис(диметиламіно)фосфін-оксид»), читав лекції, вів семінарські й практичні заняття з курсів «Загальна хімія», «Коорд. хімія», «Неорганічна хімія». Сфера наукової діяльності: хімія і стереохімія коорд. сполук лантаноїдів, хімія псевдогалогенідів; рентгеноструктурний аналіз.
- 1986 р. — доцент кафедри неорганічної хімії Київського державного університету імені Тараса Шевченка
- 1986—2016рр — Працював в Інституті хімії поверхні ім. О. О. Чуйка НАН України.
- 1994—1997 — Завідувач кафедри хімії та проректор з наукових досліджень та розвитку Національного університету «Києво-Могилянська академія»
- 1998—2001 — старший науковий співробітник Національного університету «Києво-Могилянська академія»,
- 2010 р. — доктор хімічних наук зі спеціальності «фізична хімія» (докторська дисертація на тему: «Функціоналізовані органокремнеземи: синтез, будова, фізико-хімічні властивості»)
- 2012 р. — професор зі спеціальності «фізична хімія»

Член Вченої ради Інституту хімії поверхні ім. О. О. Чуйка НАН України, член спецрад Д 26.210.01 (Інститут хімії поверхні ім. О. О. Чуйка НАН України) та Д 26.207.02 (Інститут проблем матеріалознавства імені І. М. Францевича НАН України), член редколегії журналів «Хімія, фізика і технологія поверхні» (Київ, Україна) та «Сорбционные и хроматографические процессы» (Воронеж, Росія).

## Наукові інтереси
Спрямований синтез гібридних органо-неорганічних матеріалів та сорбційні процеси за їх участю.

## Нагороди та гранти
- 1974 р. — медаль за кращу студентську науково-дослідну роботу з хімії від Українського хімічного товариства
- 1994—1997 р.р. — Грант INTAS 94-4612, проф. Р. В. Паріш (UMIST, Манчестер, Велика Британія
- 1996 — грант CAST, проф. Р. С. Драго (Університет Флориди, США 6 місяців)
- 1997—1999 — Грант NTAS 97-0978, проф. Дж. Фрайссардом (UMPC, Париж, Франція)
- 1998, 2001 рр. — Грант DAAD, проф. Г. В. Роски, (Університет Геттінген, Німеччина, двічі по 2 місяці)
- 1999 — Грант RSC, проф. Р. В. Паріш (UMIST, Велика Британія, 3 місяці)
- 2000—2001 рр. — грант CNR-NATO, проф. Г. Предіері (Università di Parma, Італія, 6 місяців)
- 2002—2006 р.р. — NATO, «Science for Peace Program», грант № 978006
- 2006—2008 р.р. — грант МОН України № М/168-2006 (в рамках науково-технічної співпраці з КНР)
- 2007—2008 р.р. — ДФФД України, проект № 14.3/003 (в рамках співпраці з Республікою Білорусь)
- 2007 р. — ARW NATO, грант № CBP.982782
- 2008—2010 р.р. — НАН України-АН Чеської Республіки (грант з наукового обміну)
- 2009—2010 р.р. — грант МОН України (в рамках науково-технічної співпраці із Польщею)
- 2009—2010 р.р. — грант МОН України №М/118-2009 (в рамках науково-технічної співпраці з Словенією)
- 2010—2011 р.р. — НАН України-CNRS Франції (грант з наукового обміну)
- 2010—2014 р.р. — проект № 6.22.5.42 в рамках Державної цільової науково-технічної програми «Нанотехнології та наноматеріали»
- 2011—2012 р.р. — ДФФД України, проект № Ф41/104-2011 (в рамках співпраці з Республікою Білорусь)
- 2012—2013 р.р. — грант ДКНІІ України № M/319-2012 (в рамках співпраці з Литвою)
- 2012—2015 р.р. — NATO Science for Peace, грант № 984398
- 2013—2015 р.р. — керівник з української сторони проекту Dnr. 2012-6205, підтриманого Swedish Research Links Program of the Swedish Research Council
- 2012—2014 р.р. — грант НАН України, (в рамках співпраці з Польською АН)
- 2015—2016 р.р. — грант НАН України 06-03-15 (в рамках спільного конкурсу НАН України та НАН Білорусі)
- 2011 р. — грамота Відділення хімії НАН України з нагоди 25-ї річниці заснування Інституту хімії поверхні ім. О. О. Чуйка НАН України

## Науковий доробок
Автор понад 300 наукових праць, серед яких одна книга, окремі глави в 3 книгах, близько 200 наукових статей, підготував 5 кандидатів хімічних наук. Мав організаторські здібності, що дозволило йому організувати та провести на високому науковому рівні 2 міжнародні конференції (2010, Київ; 2012 Севастополь) та 1 конференцію-школу НАТО (2008, Пуща-Водиця).